# Emma Härdelin

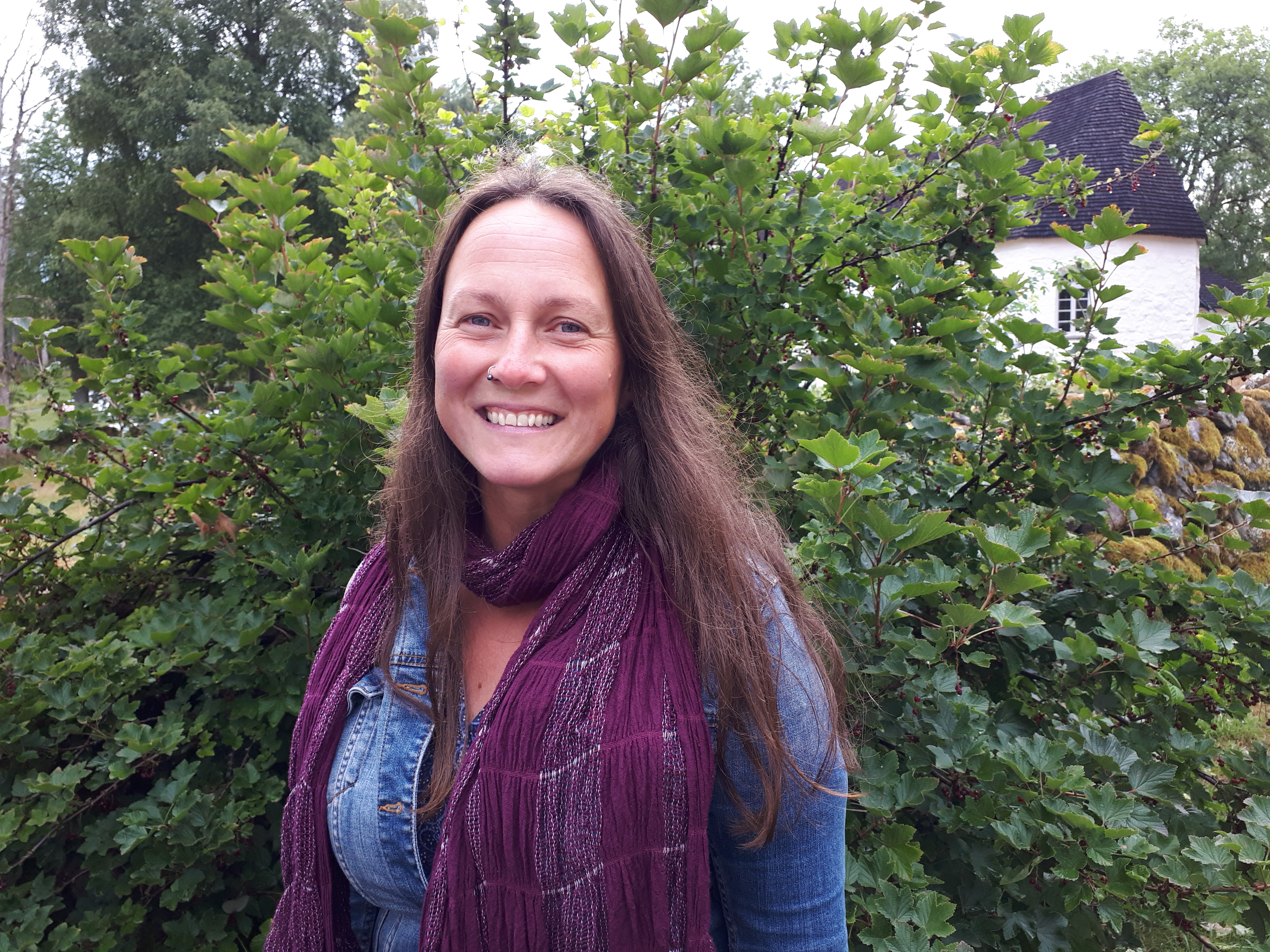
Emma Härdelin

Emma Härdelin (* 26. September 1975) ist eine Folkmusikerin aus Schweden.

## Leben
Sie ist die Tochter des folkloristischen Fiddelers Thore Härdelin und kommt aus einer Familie bekannter schwedischer Folkmusiker. Emma Härdelin wuchs in Kluk in Jämtland und Delsbo in Hälsingland auf. Sie erlernte den traditionellen schwedischen Gesang in der Folkhögskola von Malung unter Maria Röjås.
1993 wurde sie feste Leadsängerin der schwedischen Folkrockband Garmarna. Seit 1995 ist Emma Härdelin ebenfalls Mitglied in dem Folkmusik-Trio Triakel. Daneben war sie an verschiedenen Projekten beteiligt. Als Solo-Interpretin veröffentlichte sie 1999 die Single Innan Gryningen, die vom ABBA-Musiker Benny Andersson komponiert wurde und deren Text von der schwedischen Schriftstellerin Ylva Eggehorn stammt. 2004 sang sie als Gastmusikerin auf dem Album About a Burning Fire der Band Blindside. 2005 spielte sie zusammen mit Kersti Ståbi, Johanna Bölja Hertzberg und Katarina Hallberg das Album Kärleksbrev och ryska satelliter: Visor i Hälsingland ein. Ebenfalls war sie an dem schwedischen Folkmusik-Album Strand...Rand - Folk Chorales and Songs From the West Coast of Estonia beteiligt. 2007 erschien das Album Live der String Sisters, auf dem Emma Härdelin ebenfalls mitgewirkt hatte.

## Diskografie

### Garmarna
- 1993: Garmarna (EP)
- 1994: Vittrad
- 1996: Guds spelemän
- 1996: Herr Holger (Single)
- 1997: En gång ska han gråta (Single)
- 1999: Vedergällningen
- 1999: Gamen (Single)
- 1999: Euchari (Single)
- 2001: Hildegard von Bingen
- 2016: 6
- 2020: Förbundet

### Triakel
- 1999: Triakel
- 2000: Vintervisor
- 2004: Sånger från 63° N
- 2005: Ten Years of Triakel
- 2011: Ulrikas minne Visor från Frostviken
- 2014: Thyra

### Solo
- 1999: Innan Gryningen

### Kollaborationen
- 2001: Strand...Rand. Folk Chorales and Songs From the West Coast of Estonia (Sofia Joons / Emma Härdelin / Meelika Hansoo)
- 2005: Kärleksbrev och ryska satelliter: Visor i Hälsingland (aka "Love Letters & Russian Satellites - Songs From Hälsingland") (Emma Härdelin / Katarina Hallberg / Johanna Bölja Hertzberg / Kersti Ståby)
- 2007: Live (String Sisters)

### Sonstiges
- 2004: Blindside: About a Burning Fire (Gesang beim Lied "Shekina")